# Albertslund Posten
Albertslund Posten er en lokalavis i Albertslund med et oplag på ca. 15.000. Avisen dækker udover Albertslund også dele af Vallensbæk og Glostrup.
Avisen blev grundlagt i 1965 af Erik Rasmussen, som var chefredaktør på avisen helt frem til 2000. Da Albertslund Posten i 1990 fyldte 25 år blev Erik Rasmussen dekoreret som Ridder af Dannebrogsordenen.

## Eksterne links
- Albertslund Posten

## Fodnoter
1. ↑  "De Lokale Ugeaviser". Arkiveret fra originalen 6. august 2016. Hentet 3. april 2013.